# Armillac
Armillac é uma comuna francesa na região administrativa da Nova Aquitânia, no departamento Lot-et-Garonne. Estende-se por uma área de 7,95 km². Em 2010 a comuna tinha 207 habitantes (densidade: 26 hab./km²).